# Gary Oldman

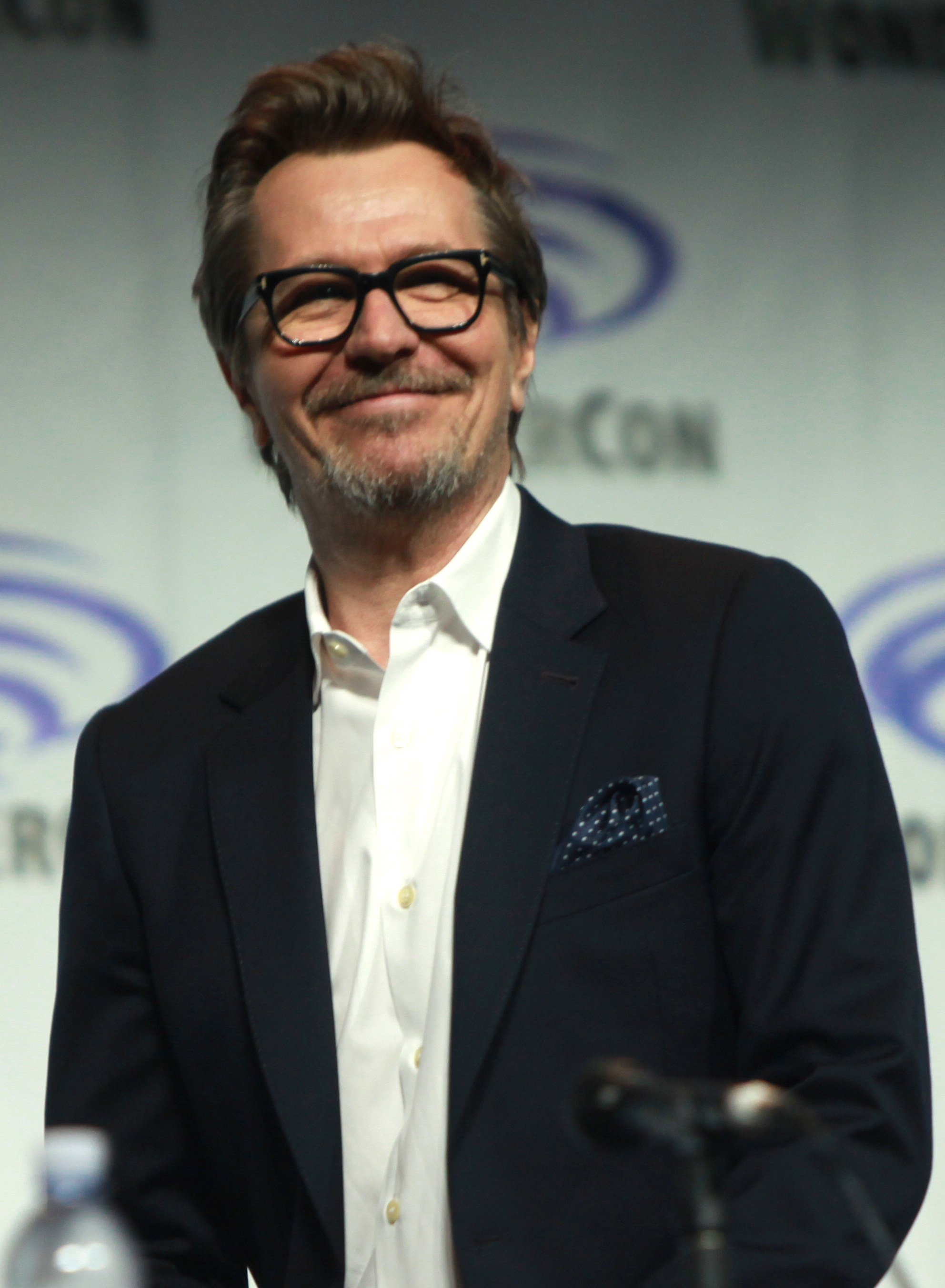
Gary Oldman bei der WonderCon 2014

Sir Gary Leonard Oldman (* 21. März 1958 in Lewisham, London) ist ein britischer Schauspieler, Regisseur und Filmproduzent. In den 1990er Jahren wurde Oldman vor allem durch Filme bekannt, in denen er den Bösewicht mimte. Im neuen Jahrtausend hatte er in verschiedenen Rollen Erfolg und war 2012 für die Hauptrolle in Dame, König, As, Spion erstmals für den Oscar nominiert. Für seine hochgelobte Darstellung von Winston Churchill in dem Film Die dunkelste Stunde (2017) wurde er mit dem Oscar, Golden Globe Award, Screen Actors Guild Award und dem Critics’ Choice Movie Award ausgezeichnet.

## Jugend und Ausbildung
Oldman wurde als Sohn der Hausfrau Kathleen (geb. Cheriton; 1919–2018) und des Schweißers und früheren Seemanns Leonard Bertram Oldman (1921–1985) im Stadtteil New Cross im London Borough of Lewisham geboren. Sein alkoholabhängiger Vater verließ die Familie, als Oldman sieben Jahre alt war. Oldmans ältere Schwester Maureen (* 1945) ist unter dem Pseudonym Laila Morse ebenfalls als Schauspielerin tätig.
Oldman wuchs im Süden Londons auf und ist seit seiner Kindheit bekennender Fan der Fußballvereine FC Millwall und Manchester United. Zu seinen Idolen zählte unter anderem der nordirische Fußballspieler George Best.
Ende der 60er Jahre arbeitete Oldman als Laufbursche für den Musikverlag Dick James Music Publishing. Später besuchte er zunächst die West Greenwich School im Stadtteil Deptford, verließ die Schule jedoch mit sechzehn Jahren und nahm vorübergehend einen Job in einem Sportgeschäft an. In seiner Jugend brachte er sich autodidaktisch das Klavierspielen bei und war später auch gelegentlich als Sänger aktiv. Nachdem er jedoch 1971 eine Darbietung des Schauspielers Malcolm McDowell in dem Film The Raging Moon gesehen hatte, entschied er sich, seine musikalischen Ambitionen zurückzustellen, um sich zukünftig der Schauspielerei zu widmen.
Gegen Mitte der 1970er Jahre studierte Oldman am Young People’s Theatre in Greenwich und hielt sich daneben mit verschiedenen Nebenjobs über Wasser. Unter anderem arbeitete er als Schuhverkäufer und auf einem Schlachthof. An der renommierten Royal Academy of Dramatic Art hatte er sich zuvor erfolglos beworben. Nach seinem Bachelor-Abschluss begann er 1979 am Londoner Royal Court Theatre seine Karriere als Theaterschauspieler. 1985 erhielt er für The Pope’s Wedding den Fringe Award in der Kategorie Bester Newcomer und den Drama Magazine Award in der Kategorie Bester Schauspieler.
Am 13. Juni 2025 wurde Oldman durch König Charles III. in den Stand eines Knight Bachelor erhoben.

## Filmkarriere

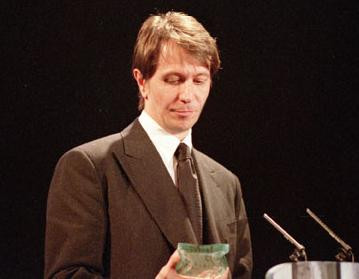
Oldman im Jahr 2000

Anfang der 1980er Jahre machte Oldman im Fernsehen erste Erfahrungen vor der Kamera, unter anderem in Mike Leighs Channel-4-Produktion Meantime. 1986 gab er sein Kinodebüt mit Sid und Nancy, einem Film über den Sex-Pistols-Bassisten Sid Vicious. Die Kritik lobte seine authentische Interpretation der Rolle. 1988 spielte er neben Alan Bates in der Romanverfilmung We Think the World of You, bevor er 1989 in dem Filmdrama Chattahoochee an der Seite von Dennis Hopper die Hauptrolle spielen konnte. Im selben Jahr verkörperte er in dem Fernsehfilm The Firm den Anführer einer Hooligan-Clique. 1990 spielte er in der Filmkomödie Rosenkranz & Güldenstern neben Tim Roth und Richard Dreyfuss.
Ebenfalls 1990 spielte er in dem Actionthriller Im Vorhof der Hölle an der Seite von Sean Penn. Der Film stellte seinen endgültigen Durchbruch in der US-amerikanischen Filmlandschaft dar. Anfang der 1990er Jahre zog Oldman in die USA, um seine Karriere voranzutreiben. Seinen nächsten größeren Erfolg hatte er 1991 in Oliver Stones Politthriller JFK – Tatort Dallas, in dem er John F. Kennedys mutmaßlichen Mörder Lee Harvey Oswald spielte. Seitdem haftete Oldman das Image des Bösewichtes an, den er in den nächsten Jahren unter anderem in Bram Stoker’s Dracula (1992), Léon – Der Profi (1994), Das fünfte Element (1997), Air Force One (1997), Lost in Space (1998) und Hannibal (2000) verkörperte. In letzterem Filmprojekt spielte Oldman den vermögenden, aber entstellten und im Rollstuhl sitzenden Mason Verger, der ein Opfer des kannibalischen Serienmörders Hannibal Lecter war und auf Rache an seinem Peiniger sann. Wegen der aufwendigen Maske für diese Rolle ist Oldman allerdings kaum zu erkennen.
2000 spielte er die Hauptrolle im Politthriller Rufmord – Jenseits der Moral. In den nächsten Jahren wirkte Oldman in weniger erfolgreichen Filmen wie Interstate 60 (2002) und Tiptoes (2003) mit, ehe er 2004 mit der Rolle des Sirius Black in Harry Potter und der Gefangene von Askaban sein Comeback als bedeutender Schauspieler feiern konnte. Diese Rolle setzte er auch in Harry Potter und der Orden des Phönix (2007) fort, nachdem er in Harry Potter und der Feuerkelch (2005) nur kurz vorgekommen war. Einen erneuten kurzen Auftritt in der Rolle des Sirius Black hatte Oldman auch 2011 in Harry Potter und die Heiligtümer des Todes – Teil 2.
Einen weiteren großen Erfolg konnte er mit der Rolle des Commissioner Gordon feiern, den er erstmals 2005 in Christopher Nolans Comicverfilmung Batman Begins verkörperte. Die Rolle des Polizisten spielte er auch in den beiden erfolgreichen Fortsetzungen The Dark Knight (2008) und The Dark Knight Rises (2012). 2009 verkörperte er in David S. Goyers Horrorfilm The Unborn die Rolle eines Rabbiners. In den nächsten Jahren schlossen sich verschiedene Haupt- und Nebenrollen in kommerziell weniger erfolgreichen Filmprojekten wie The Book of Eli (2010), Red Riding Hood – Unter dem Wolfsmond, Dame, König, As, Spion (beide 2011) und Paranoia – Riskantes Spiel (2013) an. Für seine Rolle in Dame, König, As, Spion erhielt er eine Oscar-Nominierung in der Kategorie Bester Hauptdarsteller.
Im Musikvideo zur Single The Next Day aus dem gleichnamigen Album von David Bowie verkörperte der Schauspieler 2013 einen lasterhaften Priester, der einen Nachtclub für Geistliche besucht. 2014 konnte er mit einer Rolle in dem kommerziell erfolgreichen und von der Kritik positiv aufgenommenen Science-Fiction-Film Planet der Affen: Revolution einen weiteren Erfolg verbuchen. Seit 2015 wirkt Oldman als Performance-Capture-Schauspieler und Synchronsprecher für die Figur des Admiral Bishop in der Einzelspielerkampagne des Computerspiels Star Citizen unter der Regie von Chris Roberts mit.

## Arbeit als Regisseur, Drehbuchautor und Produzent

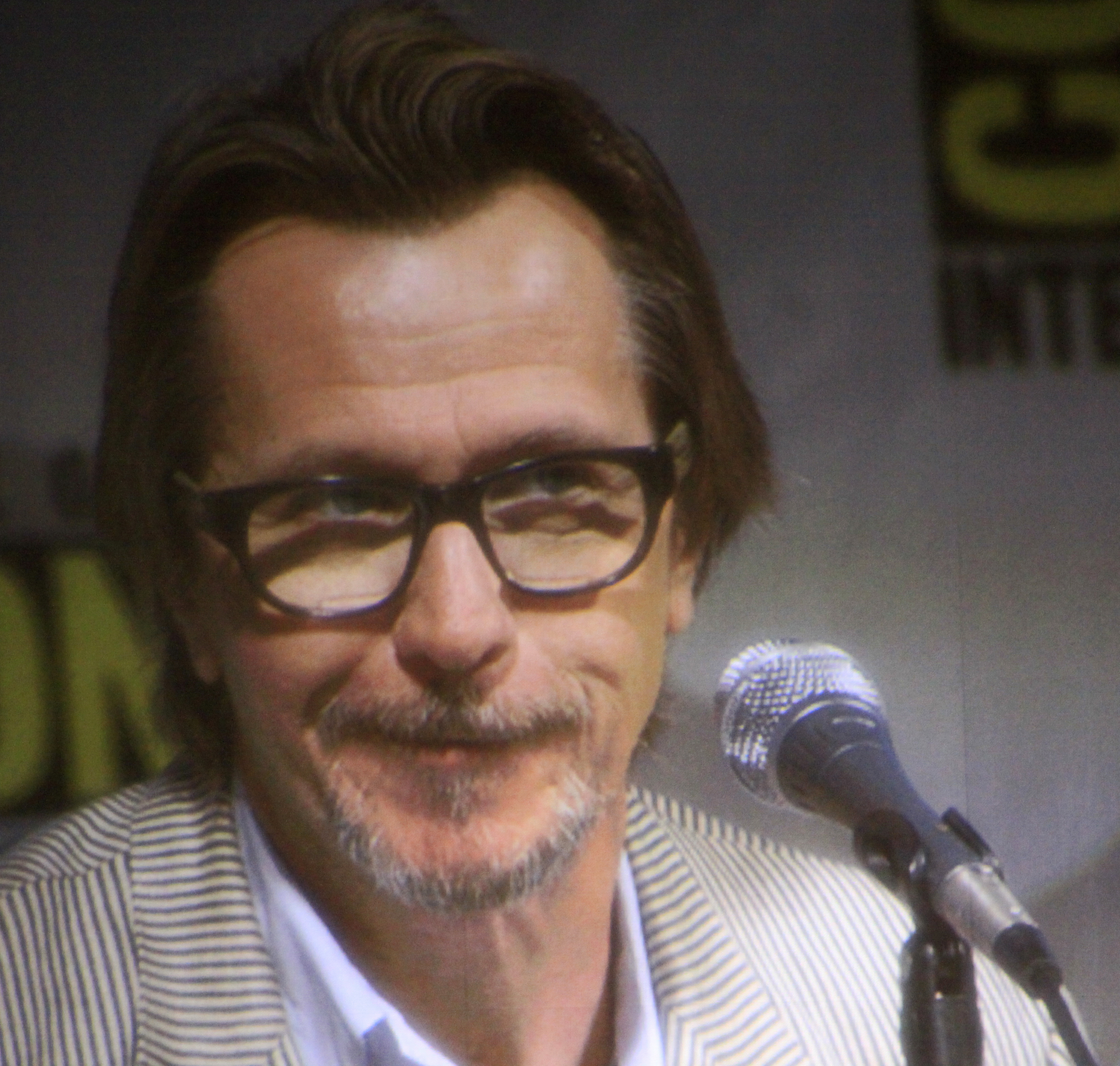
Oldman auf der San Diego Comic-Con International 2009

Gemeinsam mit Douglas Urbanski gründete Oldman 1996 die Filmproduktionsgesellschaft SE8 Group. Ihre erste gemeinsame Produktion war Oldmans Regiedebüt Nil by Mouth (1997), welches zum Teil auf Erfahrungen aus Oldmans Jugend basiert. Der relativ positiv aufgenommene Film gewann zwei BAFTA-Awards in den Kategorien Bester britischer Film und Bestes Drehbuch sowie einen Empire Award. Seither haben Oldman und Urbanski bei zahlreichen weiteren Projekten kooperiert.
Des Weiteren fungierte Oldman als Produzent für die Filme Plunkett & Macleane – Gegen Tod und Teufel (1999) und Rufmord – Jenseits der Moral (2000). In letzterem spielte er auch die Hauptrolle.

## Privates
Oldman ist bekannt dafür, seine Rollen mit diversen, in fast jedem Film unterschiedlichen Akzenten auszubauen. In Interviews und außerhalb seiner Filme spricht er den Cockney-Regiolekt, mit dem er aufgewachsen ist.
Ende der 1980er Jahre war Oldman mit seiner Schauspielkollegin Lesley Manville verheiratet und hat mit ihr einen Sohn. Von 1990 bis 1992 war er mit Uma Thurman verheiratet. Bei den Dreharbeiten zu Ludwig van B. – Meine unsterbliche Geliebte (in dem er die Rolle des Komponisten Ludwig van Beethoven spielte) entwickelte sich seine Beziehung mit dem Co-Star Isabella Rossellini, mit der er sich im Juli 1994 verlobte, von der er sich aber zwei Jahre später wieder trennte. Von 1997 bis 2001 war er mit der US-amerikanischen Fotografin Donya Fiorentino, mit der er zwei Söhne hat, verheiratet. Von 2002 bis 2005 lebte er mit der Schauspielerin Ailsa Marshall zusammen. Am 31. Dezember 2008 heiratete Oldman die Sängerin Alexandra Edenborough in Santa Barbara, Kalifornien. Nach einem Jahr der Trennung reichte Edenborough Anfang 2015 die Scheidung ein.
Seit September 2017 ist Oldman in fünfter Ehe mit der Autorin und Kuratorin Gisele Schmidt verheiratet.
Oldman war zeitweise wegen Alkoholproblemen in einer Entzugsklinik. So war er 1991 nach einem gemeinsamen Abend mit seinem Schauspielkollegen Kiefer Sutherland in Los Angeles betrunken am Steuer erwischt worden.

## Filmografie (Auswahl)
- 1983: Meantime
- 1986: Sid und Nancy (Sid and Nancy)
- 1987: Track 29 – Ein gefährliches Spiel (Track 29)
- 1987: Das stürmische Leben des Joe Orton (Prick Up your Ears)
- 1988: The Firm
- 1988: Der Frauenmörder (Criminal Law)
- 1989: Chattahoochee
- 1990: Rosenkranz & Güldenstern (Rosencrantz & Guildenstern Are Dead)
- 1990: Im Vorhof der Hölle (State of Grace)
- 1991: JFK – Tatort Dallas (JFK)
- 1992: Bram Stoker’s Dracula
- 1993: True Romance
- 1993: Romeo Is Bleeding
- 1994: Léon – Der Profi (Léon)
- 1994: Ludwig van B. – Meine unsterbliche Geliebte (Immortal Beloved)
- 1995: Murder in the First
- 1995: Der scharlachrote Buchstabe (The Scarlet Letter)
- 1996: Basquiat
- 1997: Nil by Mouth (Regisseur, Produzent und Drehbuch)
- 1997: Das fünfte Element (The Fifth Element)
- 1997: Air Force One
- 1998: Lost in Space
- 1998: Das magische Schwert – Die Legende von Camelot (Quest for Camelot) (Stimme)
- 1999: Die Bibel – Jesus (Jesus) (Fernsehfilm)
- 2000: Rufmord – Jenseits der Moral (The Contender)
- 2001: Hannibal
- 2001: Nobody’s Baby
- 2001: Friends (Staffel 7 Episode 23 und 24)
- 2002: Interstate 60
- 2002: The Hire: Beat the Devil
- 2003: Tiptoes
- 2003: Sin – Der Tod hat kein Gewissen (Sin)
- 2004: Harry Potter und der Gefangene von Askaban (Harry Potter and the Prisoner of Azkaban)
- 2005: Dead Fish
- 2005: Batman Begins
- 2005: Harry Potter und der Feuerkelch (Harry Potter and the Goblet of Fire)
- 2006: Backwoods – Die Jagd beginnt (Bosque de sombras)
- 2007: Harry Potter und der Orden des Phönix (Harry Potter and the Order of the Phoenix)
- 2008: The Dark Knight
- 2009: The Unborn
- 2009: Rain Fall
- 2009: Disneys Eine Weihnachtsgeschichte (A Christmas Carol)
- 2010: The Book of Eli
- 2011: Harry Potter und die Heiligtümer des Todes: Teil 2 (Harry Potter and the Deathly Hallows: Part 2)
- 2011: Red Riding Hood – Unter dem Wolfsmond (Red Riding Hood)
- 2011: Dame, König, As, Spion (Tinker, Tailor, Soldier, Spy)
- 2011: Kung Fu Panda 2 (Stimme von Shen)
- 2012: Guns and Girls (Guns, Girls and Gambling)
- 2012: Lawless – Die Gesetzlosen (Lawless)
- 2012: The Dark Knight Rises
- 2013: Paranoia – Riskantes Spiel (Paranoia)
- 2014: RoboCop
- 2014: Planet der Affen: Revolution (Dawn of the Planet of the Apes)
- 2015: Kind 44 (Child 44)
- 2015: Man Down
- 2016: Das Jerico Projekt (Criminal)
- 2017: Den Sternen so nah (The Space Between Us)
- 2017: Killer’s Bodyguard (The Hitman’s Bodyguard)
- 2017: Die dunkelste Stunde (Darkest Hour)
- 2018: TAU (Stimme)
- 2018: Hunter Killer
- 2019: Killers Anonymous – Traue niemandem (Killers Anonymous)
- 2019: Die Geldwäscherei (The Laundromat)
- 2019: The Ship – Das Böse lauert unter der Oberfläche (Mary)
- 2019: The Courier – Tödlicher Auftrag (The Courier)
- 2020: Mank
- 2021: Crisis
- 2021: The Woman in the Window
- 2021: Killer’s Bodyguard 2 (The Hitman’s Wife’s Bodyguard)
- 2022: Harry Potter 20th Anniversary: Return to Hogwarts (Fernsehspecial)
- seit 2022: Slow Horses – Ein Fall für Jackson Lamb (Slow Horses) (Fernsehserie)
- 2023: Oppenheimer
- 2024: Parthenope

## Produzent
- 1997: Nil by Mouth (Regisseur, Produzent und Drehbuch)
- 1999: Plunkett & Macleane – Gegen Tod und Teufel (Plunkett & Macleane)
- 2000: Rufmord – Jenseits der Moral (The Contender)
- 2001: Nobody’s Baby

## Sprechrollen in Computer- und Videospielen
- 2002: Medal of Honor: Allied Assault Spearhead (als Sergeant Jack Barnes)[11]
- 2003: True Crime: Streets of LA
- 2006: Die Legende von Spyro: Der Neubeginn (The Legend of Spyro: A New Beginning)
- 2007: Die Legende von Spyro: Die Ewige Nacht (The Legend of Spyro: The Eternal Night)
- 2008: Die Legende von Spyro: Der Aufgang des Drachen (The Legend of Spyro: Dawn of the Dragon)
- 2008: Call of Duty: World at War
- 2010: Call of Duty: Black Ops

## Auszeichnungen
Gewonnene Preise
- 1987: Evening Standard British Film Awards in der Kategorie Most Promising Newcomer für Sid und Nancy
- 1988: London Critics Circle Film Awards in der Kategorie Bester Schauspieler für Das stürmische Leben des Joe Orton
- 1993: Saturn Award in der Kategorie Bester Schauspieler für die Rolle in Bram Stoker’s Dracula
- 1997: Edinburgh Festival in der Kategorie Channel 4 Director’s Award für Nil by Mouth
- 1998: BAFTA Award: Alexander Korda Award (Bester britischer Film) für die Regie in Nil By Mouth
- 1998: BAFTA Award in der Kategorie Bestes Originaldrehbuch für Nil by Mouth
- 1998: Empire Awards in der Kategorie Beste Neuentdeckung für Nil by Mouth
- 2001: Broadcast Film Critics Association in der Kategorie Alan J. Pakula Award für Rufmord – Jenseits der Moral
- 2002: USA Film Festival in der Kategorie Master Screen Artist Tribute
- 2009: People’s Choice Award in der Kategorie Lieblingsschauspielensemble für The Dark Knight (mit dem restlichen Cast)
- 2011: Gotham Awards in der Kategorie Tribute Award
- 2011: Empire Awards in der Kategorie Empire Icon Award
- 2011: San Francisco Film Critics Circle in der Kategorie Bester Schauspieler für Dame, König, As, Spion
- 2012: Central Ohio Film Critics Association in der Kategorie Bestes Schauspielensemble für Dame, König, As, Spion (mit dem restlichen Cast)
- 2013: Dilys Powell Award[12]
- 2017: Chicago Film Critics Association Award als Bester Hauptdarsteller für Die dunkelste Stunde
- 2018: Golden Globe Award als Bester Hauptdarsteller – Drama für Die dunkelste Stunde
- 2018: Satellite Award in der Kategorie Bester Hauptdarsteller für Die dunkelste Stunde
- 2018: Screen Actors Guild Award als Bester Hauptdarsteller für Die dunkelste Stunde
- 2018: Critics’ Choice Movie Award als Bester Hauptdarsteller für Die dunkelste Stunde
- 2018: AACTA International Award als Bester Hauptdarsteller für Die dunkelste Stunde
- 2018: BAFTA Award in der Kategorie Bester Hauptdarsteller für Die dunkelste Stunde
- 2018: Oscar in der Kategorie Bester Hauptdarsteller für Die dunkelste Stunde

Nominierungen
- 1988: BAFTA Awards in der Kategorie Bester Hauptdarsteller für Das stürmische Leben des Joe Orton
- 1992: Independent Spirit Awards in der Kategorie Bester Hauptdarsteller für Rosenkranz & Güldenstern
- 1993: MTV Movie Awards in der Kategorie Bester Kuss für Bram Stoker’s Dracula (mit Winona Ryder)
- 1996: Goldene Himbeere in der Kategorie Schlechteste Filmpaarung für Der scharlachrote Buchstabe (mit Demi Moore und Robert Duvall)
- 1997: Internationale Filmfestspiele von Cannes in der Kategorie Goldene Palme für Nil by Mouth
- 1998: British Independent Film Awards in der Kategorie Bestes Drehbuch für Nil by Mouth
- 1998: British Independent Film Awards in der Kategorie Beste Regie für Nil by Mouth
- 1998: MTV Movie Awards in der Kategorie Bester Bösewicht für Air Force One
- 1998: MTV Movie Awards in der Kategorie Bester Kampf für Air Force One (mit Harrison Ford)
- 1998: Blockbuster Entertainment Awards in der Kategorie Lieblingsnebendarsteller – Action/Abenteuer für Air Force One
- 1999: Saturn Award in der Kategorie Bester Nebendarsteller für Lost in Space
- 2001: Screen Actors Guild Awards in der Kategorie Bester Nebendarsteller für Rufmord – Jenseits der Moral
- 2001: Independent Spirit Awards in der Kategorie Bester Nebendarsteller für Rufmord – Jenseits der Moral
- 2001: Emmy in der Kategorie Bester Gastdarsteller in einer Comedyserie für Friends
- 2003: DVD Exclusive Awards in der Kategorie Bester Nebendarsteller in einem DVD-Film für Interstate 60
- 2005: Saturn Award in der Kategorie Bester Nebendarsteller für Harry Potter und der Gefangene von Askaban
- 2009: Broadcast Film Critics Association in der Kategorie Bestes Schauspielensemble für The Dark Knight (mit dem restlichen Cast)
- 2011: Phoenix Film Critics Society Awards in der Kategorie Bester Hauptdarsteller für Dame, König, As, Spion
- 2011: Satellite Awards in der Kategorie Bester Hauptdarsteller für Dame, König, As, Spion
- 2011: British Independent Awards in der Kategorie Bester Schauspieler für Dame, König, As, Spion
- 2011: Chicago Film Critics Association in der Kategorie Bester Schauspieler für Dame, König, As, Spion
- 2011: Online Film Critics Society Awards in der Kategorie Bester Schauspieler für Dame, König, As, Spion
- 2012: National Society of Film Critics (Platz 2) in der Kategorie Bester Schauspieler für Dame, König, As, Spion
- 2012: London Critics Circle Film Awards in der Kategorie Schauspieler des Jahres für Dame, König, As, Spion
- 2012: London Critics Circle Film Awards in der Kategorie Britischer Schauspieler des Jahres für Dame, König, As, Spion
- 2012: Evening Standard British Film Awards in der Kategorie Bester Schauspieler für Dame, König, As, Spion
- 2012: Irish Film and Television Awards in der Kategorie Bester Internationaler Schauspieler für Dame, König, As, Spion
- 2012: Oscar in der Kategorie Bester Hauptdarsteller für Dame, König, As, Spion
- 2012: BAFTA Award in der Kategorie Bester Hauptdarsteller für Dame, König, As, Spion
- 2012: Europäischer Filmpreis in der Kategorie Bester Darsteller für Dame, König, As, Spion
- 2021: Golden Globe Award in der Kategorie Bester Hauptdarsteller – Drama für Mank
- 2021: Oscar in der Kategorie Bester Hauptdarsteller für Mank[13]

## Deutsche Stimmen
Sein Standardsprecher ist Udo Schenk. In Léon – Der Profi, Romeo Is Bleeding, JFK – Tatort Dallas, Sid und Nancy, True Romance und Im Vorhof der Hölle synchronisierte ihn Thomas Petruo und in Hannibal (2001) Lutz Mackensy. In der Harry-Potter-Filmreihe war Pierre Peters-Arnolds seine deutsche Stimme, da Oldmans Standardstimme Udo Schenk dort bereits Ralph Fiennes (als Lord Voldemort) sprach.